# Anderland
Anderland (Engels: Otherland) is een sciencefictionboekenserie geschreven door de Amerikaanse schrijver Tad Williams. In tegenstelling tot zijn eerste reeks, Heugenis, Smart en het Sterrenzwaard, betreft het hier sciencefiction en geen fantasy. Alle vier de geplande boeken zijn ondertussen verschenen.

## Boeken
- Stad van Gouden Schaduw - City of Golden Shadow
- Rivier van Blauw Vuur - River of Blue Fire
- Berg van Zwart Glas - Mountain of Black Glass
- Een Zee van Zilver Licht - Sea of Silver Light

De boeken werden gepubliceerd over een periode van vijf jaar, tussen 1996 en 2001. De Nederlandse vertalingen volgden telkens een jaar of twee later.